# Yūnesī
Yūnesī (persiska: یونسی, Yūnsi, Yūnosī) är en ort i Iran.   Den ligger i provinsen Khorasan, i den nordöstra delen av landet, 600 km öster om huvudstaden Teheran. Yūnesī ligger 825 meter över havet och antalet invånare är 3 349.
Terrängen runt Yūnesī är platt, och sluttar norrut. Runt Yūnesī är det glesbefolkat, med 14 invånare per kvadratkilometer. Det finns inga andra samhällen i närheten. Trakten runt Yūnesī är ofruktbar med lite eller ingen växtlighet.